# Esqui alpino nos Jogos Paralímpicos de Inverno de 2014 - Downhill masculino
A prova de downhill masculino do esqui alpino nos Jogos Paralímpicos de Inverno de 2014 foi realizada no Centro de Esqui Alpino Rosa Khutor, na Clareira Vermelha, em 8 de março de 2014.

## Medalhistas
|        | Atletas sentados   | Atletas em pé               | Deficientes visuais                                        |
| ------ | ------------------ | --------------------------- | ---------------------------------------------------------- |
| Ouro   | JPN Akira Kano     | AUT Markus Salcher          | ESP Yon Santacana Maiztegui / Miguel Galindo Garcés (guia) |
| Prata  | CAN Josh Dueck     | RUS Alexey Bugaev           | SVK Miroslav Haraus / Maros Hudik (guia)                   |
| Bronze | JPN Takeshi Suzuki | FRA Vincent Gauthier-Manuel | CAN Mac Marcoux / Robin Femy (guia)                        |

## Resultados

### Atletas sentados
| Pos.              | Bib | Atleta                        | Tempo   | Diferença |
| ----------------- | --- | ----------------------------- | ------- | --------- |
| Medalha de ouro   | 62  | JPN Akira Kano                | 1:23.80 | —         |
| Medalha de prata  | 54  | CAN Josh Dueck                | 1:24.19 | +0.39     |
| Medalha de bronze | 59  | JPN Takeshi Suzuki            | 1:24.75 | +0.95     |
| 4                 | 58  | AUT Roman Rabl                | 1:25.35 | +1.55     |
| 5                 | 57  | CAN Kurt Oatway               | 1:25.46 | +1.66     |
| 6                 | 49  | CAN Caleb Brousseau           | 1:25.62 | +1.82     |
| 7                 | 60  | FRA Yohann Taberlet           | 1:26.61 | +2.81     |
| 8                 | 56  | GER Georg Kreiter             | 1:26.65 | +2.85     |
| 9                 | 64  | SUI Christoph Kunz            | 1:27.10 | +3.30     |
| 10                | 52  | USA Christopher Devlin-Young  | 1:27.84 | +4.04     |
| 11                | 69  | GER Thomas Nolte              | 1:29.31 | +5.51     |
| 12                | 70  | KOR Park Jong-Seork           | 1:37.61 | +13.81    |
|                   | 50  | AUT Reinhold Sampl            | DNS     |           |
|                   | 51  | FRA Frédéric François         | DNF     |           |
|                   | 53  | JPN Taiki Morii               | DNF     |           |
|                   | 55  | NED Kees-Jan van der Klooster | DNF     |           |
|                   | 61  | USA Tyler Walker              | DNF     |           |
|                   | 63  | MEX Arly Velásquez            | DNF     |           |
|                   | 65  | GER Franz Hanfstingl          | DNF     |           |
|                   | 66  | FRA Cyril More                | DNF     |           |
|                   | 67  | JPN Kenji Natsume             | DNF     |           |
|                   | 68  | USA Jasmin Bambur             | DNF     |           |

### Atletas em pé
| Pos.              | Bib | Atleta                             | Tempo   | Diferença |
| ----------------- | --- | ---------------------------------- | ------- | --------- |
| Medalha de ouro   | 37  | AUT Markus Salcher                 | 1:24.35 | —         |
| Medalha de prata  | 43  | RUS Alexey Bugaev                  | 1:24.41 | +0.06     |
| Medalha de bronze | 38  | FRA Vincent Gauthier-Manuel        | 1:25.30 | +0.95     |
| 4                 | 39  | AUT Matthias Lanzinger             | 1:25.57 | +1.22     |
| 5                 | 42  | SUI Michael Brügger                | 1:26.08 | +1.73     |
| 6                 | 32  | AUS Toby Kane                      | 1:26.25 | +1,90     |
| 7                 | 34  | AUS Mitchell Gourley               | 1:26.71 | +2,36     |
| 8                 | 47  | ITA Christian Lanthaler            | 1:27.99 | +3.64     |
| 9                 | 48  | JPN Hiraku Misawa                  | 1:28.13 | +3.78     |
| 10                | 36  | SUI Thomas Pfyl                    | 1:28.31 | +3.96     |
| 11                | 46  | RUS Alexander Alyabyev (esquiador) | 1:28.70 | +4.35     |
| 12                | 45  | FRA Romain Riboud                  | 1:29.20 | +4.85     |
| 13                | 33  | RUS Alexander Vetrov               | 1:30.19 | +5.84     |
| 14                | 41  | NED Bart Verbruggen                | 1:30.32 | +5.97     |
|                   | 35  | CAN Kirk Schornstein               | DNF     |           |
|                   | 40  | CAN Braydon Luscombe               | DNF     |           |
|                   | 44  | JPN Gakuta Koike                   | DNF     |           |

### Deficientes visuais
| Pos.              | Bib | Atleta                                                    | País               | Tempo   | Diferença |
| ----------------- | --- | --------------------------------------------------------- | ------------------ | ------- | --------- |
| Medalha de ouro   | 22  | Yon Santacana Maiztegui Guia: Miguel Galindo Garcés       | ESP Espanha        | 1:21.76 | —         |
| Medalha de prata  | 21  | Miroslav Haraus Guia: Maros Hudik                         | SVK Eslováquia     | 1:22.01 | +0.25     |
| Medalha de bronze | 26  | Mac Marcoux Guia: Robin Femy                              | CAN Canadá         | 1:23.02 | +1.26     |
| 4                 | 28  | Jakub Krako Guia: Martin Motyka                           | SVK Eslováquia     | 1:23.38 | +1.62     |
| 5                 | 25  | Mark Bathum Guia: Cade Yamamoto                           | USA Estados Unidos | 1:23.81 | +2.05     |
| 6                 | 29  | Alessandro Daldoss Guia: Luca Negrini                     | ITA Itália         | 1:23.97 | +2.21     |
| 7                 | 24  | Gabriel Juan Gorce Yepes Guia: Josep Arnau Ferrer Ventura | ESP Espanha        | 1:24.59 | +2,83     |
| 8                 | 27  | Hugo Thomas Guia: Luana Bergamin                          | SUI Suíça          | 1:26.02 | +4.26     |
| 9                 | 23  | Ivan Frantsev Guia: German Agranovskii                    | RUS Rússia         | 1:30.67 | +8.91     |
| 10                | 31  | Radomir Dudas Guia: Michal Cerven                         | SVK Eslováquia     | 1:33.37 | +11.61    |
| 11                | 30  | Michal Beladic Guia: Filip Motyka                         | SVK Eslováquia     | 1:35.98 | +14.22    |

Legenda
| Recorde mundial      | Recorde mundial (World record)               |                       | Recorde africano                      | Recorde africano (African) |                                           | Q | Classificado por posição (Qualified) |
| Recorde olímpico     | Recorde olímpico (Olympic record)            | Recorde da América    | Recorde da América (Americas)         | q                          | Classificado por melhor tempo (Qualified) |   |                                      |
| Melhor marca do ano  | Melhor marca do ano (World leading)          | Recorde asiático      | Recorde asiático (Asian)              | DNS                        | Não largou (Did not start)                |   |                                      |
| Recorde nacional     | Recorde nacional (National record)           | Recorde europeu       | Recorde europeu (European)            | DNF                        | Não terminou (Did not finish)             |   |                                      |
| Recorde pessoal      | Recorde pessoal do atleta (Personal best)    | Recorde da Oceania    | Recorde da Oceania (Oceania)          | DSQ / DQ                   | Desclassificado (Disqualified)            |   |                                      |
| Recorde da temporada | Recorde da temporada do atleta (Season best) | Recorde sul-americano | Recorde sul-americano (South America) | NM                         | Sem marca (No mark)                       |   |                                      |